# Pomník Vladimira Iljiče Lenina (Hradec Králové)
 Pomník Vladimira Iljiče Lenina byl odhalen 15. dubna 1970 na tehdejším Leninově náměstí v Hradci Králové. Jednalo se o první Leninovu sochu sovětské provenience, jež byla odhalena v Československu. Po pádu komunistického režimu byl pomník 22. února 1990 odstraněn.

## Popis pomníku
Na žulovém kvádrovém podstavci se zlatým nápisem „V. I. LENIN“ stojí nadživotní bronzová socha V. I. Lenina, který má levou ruku v kapse svého pláště. Výška 270 cm, hmotnost 955 kg, celková výška pomníku s podstavcem 425 cm, podstavec byl navržen československými výtvarníky a architekty a vyroben ve šluknovském závodě Českomoravského průmyslu kamene.

## Historie
O zřízení Leninova pomníku začali královéhradečtí komunisté uvažovat na podzim 1968. Na jaře následujícího roku bylo rozhodnutí o postavení pomníku definitivně přijato. Do Leninova kulatého výročí 100. narození však zůstal velmi krátký čas, takže byly možné jen 2 scénáře. Prvním z nich bylo v Hradci Králové vztyčit některý z již existujících pomníků V. I. Lenina v ČSSR. To však bylo nemyslitelné, proto se královéhradečtí komunisté odhodlali požádat o pomoc sovětské velvyslanectví. Již v září téhož roku odjeli do Kyjeva, aby si prohlédli připravený model. V polovině března 1970 byla socha kamionem dopravena do Hradce Králové.
Autory sochy byli sochař Anatolij Jefimovič Belostockij, který v řadách Rudé armády osvobozoval v roce 1945 východní Čechy, a architekt Anatolij Fjodorovič Ignaščenko, kterému sekundoval Ing. Vladimír Hájek. Socha se dostala do města jako dar družebního města Černigova. Na jejím umístění a usazení 6. dubna 1970 spolupracovali architekt a zástupce ministerstva kultury Ukrajinské sovětské socialistické republiky, kteří přiletěli do Hradce Králové. Pomník byl odhalen 15. dubna 1970 v rámci slavnostní manifestace ke 100. výročí narození V. I. Lenina, které se zúčastnili např. předseda vlády ČSR Josef Korčák, tajemník byra ÚV KSČ Oldřich Švestka, velvyslanec SSSR v Praze S. V. Červoněnko a generálporučík N. I. Makajev jako vedoucí delegace Společnosti sovětsko-československého přátelství. Ke shromážděným promluvil předseda vlády J. Korčák. Jeho slova byla přímo přesycena normalizační rétorikou:
„...Leninův jubilejní rok je pro nás rokem nástupu k definitivnímu překonání minulých chyb i následků krize z let 1968–1969. Hlavním úkolem, před nímž naše strana stojí, je pevná obnova jejího leninského charakteru. Jako vedoucí síla naší společnosti, věrna leninským principům v teorii i praxi socialistické výstavby, se vypořádává s vlastními nedostatky, aby mohla dále úspěšně řídit socialistický rozvoj země a zabezpečovat trvalý růst blahobytu. Čerpat z Leninova duchovního odkazu znamená pro nás učit se z práce a úspěchů KSSS a ostatních bratrských stran. V letošním jubilejním roce vykročíme ještě rozhodněji leninskou cestou a to nás naplňuje jistotou v další úspěchy.
Myslím, že již dnes můžeme říci, že KSČ je opět pevným oddílem mezinárodního komunistického hnutí, že naše republika je opět spojena pevnými, nerozlučnými svazky se všemi socialistickými zeměmi, zvláště se Sovětským svazem...“
„V těchto chvílích,“ řekl v závěru své řeči předseda české vlády, „kdy odhalením Leninova pomníku vzdáváme poctu jeho nesmrtelnému géniu, si znovu připomínáme, že jedním z hlavních rysů jeho velké osobnosti byla mimořádná skromnost a prostota...“
Poté promluvil vedoucí delegace Společnosti sovětsko-československého přátelství N. I. Makajev, který vzpomněl Leninových zásluh i myšlenek. Následně předseda vlády ČSR J. Korčák odhalil pomník a předal ho do péče pracujících města Hradce Králové jako věčný symbol věrnosti Leninovu učení.
Od té doby zde bylo časté konání oslav i pietních aktů s kladením kytic a věnců k různým příležitostem, zvláště těm, jež byly přímo svázané se SSSR. Pomník byl v roce 1987 zapsán do státního seznamu nemovitých kulturních památek a jeho památková ochrana byla zrušena až 12. října 1993.
Pomník byl odstraněn 22. února 1990, přičemž podnět vyšel z řad Občanského fóra. Následně socha skončila v bedně, která byla uskladněna na Šrámkově statku v Pileticích. 16. dubna 1996 městská rada schválila odložení rozhodnutí o využití bronzového materiálu ze sochy V. I. Lenina o 14 dní do vyjádření městské organizace KSČM. 7. května téhož roku vzala na vědomí stanovisko OV KSČM Hradec Králové k dopisu primátora města ze 24. května 1991 ve věci sochy V. I. Lenina a souhlasila s vydáním sochy zástupcům OV KSČM Hradec Králové, pokud tato bude odebrána do 30. června 1996. Socha dnes stojí na zahradě soukromého sběratele v Polomu v Orlických horách.